# 변연부 B세포 림프종
변연부 B세포 림프종(Marginal zone B-cell lymphoma, MZLs)은 변연부 B세포의 악성 변형에서 유래하는 이종 림프종 그룹이다. 변연부 B 세포는 감염원 및 손상된 조직에 의해 제시되는 것과 같은 항원에 대한 IgM 항체 면역 반응을 빠르게 증가시켜 정상적으로 기능하는 선천적 림프구 세포이다. 이들은 2차 림프 여포에서 시작되고 성숙된 후 점막 관련 림프 조직(예: MALT), 비장 또는 림프절의 변연부로 이동하는 B 세포주의 림프구이다. 점막 관련 림프 조직은 위장관, 입, 비강, 인두, 갑상선, 유방, 폐, 타액선, 눈, 피부와 같은 신체의 다양한 점막하 부위에서 발견되는 작은 농도의 림프 조직의 확산 시스템이다.
2016년에 세계보건기구(WHO)는 MZL을 세 가지 유형으로 분류했다. 림프절외 변연부 림프종(EMZL)은 림프절외 조직에서 발생하는 MZL이다. 대부분의 EMZL은 MALT에서 발생하며 종종 점막 관련 림프 조직의 림프절외 MZL 또는 더 간단히 MALT 림프종으로 불린다. 비장변연부림프종(SMZL)은 초기에 비장, 골수 및 혈액에 국한된 MZL이다. 결절변연부 림프종(NMZ)은 초기에 림프절, 골수 및 혈액에 국한된 MZL이다. 이러한 MZL은 모두 악성 B세포와 관련되어 있지만 관련 조직뿐만 아니라 병태생리학, 임상적 표현, 예후 및 치료법도 다르다.
MZL은 모든 비호지킨 림프종의 5~17%를 차지하며 림프절외, 비장, 림프절 형태는 전체 MZL의 50~70%, ~20%, ~10%를 차지한다. 세 가지 MZL 아형은 노인(65~68세)에서 더 자주 발생하며 증상이 없는 사람의 경우 처음에는 주의 깊은 대기 전략으로 치료할 수 있는 나태한 질병이다. 그러나 NMZL은 다른 아형보다 장기적인 결과가 다소 나쁘고 MZL 아형 중 어느 것이든 낮은 비율로 더 공격적인 림프종, 특히 미만성 거대 B세포 림프종으로 진행될 수 있다. MZL의 가장 특징적인 특징 중 하나는 감염이나 자가 면역 질환에 수반되는 만성 염증으로 인해 면역 체계가 지속적으로 시뮬레이션되는 경우가 많다는 것이다. 특정 감염성 병원체와 관련된 MZL 사례는 이러한 감염을 유발하거나 이와 관련된 병원체에 대한 치료를 통해 치료될 수 있다.